# Thiên hoàng Go-Mizunoo
Thiên hoàng Go-Mizunoo (後水尾天皇 (Hậu Thủy Vĩ thiên hoàng) Go-Mizunoo-Tennō, 29 tháng 6, 1596 – 11 tháng 9, 1680) là Thiên hoàng thứ 108 của Nhật Bản theo danh sách kế thừa truyền thống.
Triều Go-Mizunoo kéo dài từ năm 1611 đến năm 1629.

## Phả hệ
Trước khi Go-Mizunoo lên ngôi Thiên hoàng, ông có tên cá nhân (imina) là Kotohito (政仁) hay Masahito. Ông là con thứ ba của Thiên hoàng Go-Yōzei, mẹ là thái hậu Konoe Sakiko, con gái của Konoe Sakihisa.
Thiếu thời, ông sống trong cung điện ở Heian. Cuộc hôn nhân của ông với các công nương đã sinh ra tới 33 người con và 4 người trong số đó sẽ làm Thiên hoàng kế tiếp ông.
Năm 1610, ông được cha sắc phong làm Thái tử kế vị

## Lên ngôi Thiên hoàng
Ngày 9 tháng 5 năm 1611, Thiên hoàng Go-Yōzei thoái vị, chính thức nhường ngôi cho con thứ ba là thân vương Masahito mới 15 tuổi. Thân vương lên ngôi, lấy hiệu là Go-Mizunoo, sử dụng lại niên hiệu của cha và lập thành Keichō nguyên niên (1611-1615).
Tháng 11/1614, Tokugawa Ieyasu mở cuộc tấn công vào pháo đài Osaka của Toyotomi Hideyori, mở đầu cho Cuộc vây hãm Ōsaka  kéo dài gần một năm (11/1614 - 6/1615). Ông ta cho con trai là Tokugawa Hidetada đem quân tấn công và vây hãm thành Osaka. Mặc dù quân của Toyotomi chỉ bằng nửa quân số của Tokugawa, nhưng họ đã đánh bật được 200.000 lính của Tokugawa và bảo vệ được vòng thành phía ngoài của lâu đài. Thất bại, tướng Tokugawa Hidetada rút quân về Edo.
Cuối tháng 11/1614, động đất mạnh tại Kyoto làm một chuông ở chùa Phật lớn bị vỡ tan.
Tháng 2/1615 (tức ngày 7 tháng Giêng âm lịch Nhật Bản), Tokugawa Ieyasu thay mặt triều đình ban hành bộ luật Buke shohatto, bộ luật được sửa chữa và công bố vào năm 1635. Bộ luật có 17 điều, quy định quan hệ Thiên hoàng với Mạc phủ, quan hệ giữa Mạc phủ với các lãnh chúa địa phương. Nội dung 18 điều như sau:
1. Các võ sĩ Samurai nên cống hiến bản thân phù hợp với các công việc của chiến binh như: bắn cung, đấu kiếm, cưỡi ngựa và sáng tác văn học cổ điển.
2. Các hoạt động vui chơi giải trí nên được giới hạn và chi phí cần cho mọi hoạt động đó không cần quá nhiều.
3. Các han (lãnh địa phong kiến) không được chứa chấp kẻ đào tẩu và ngoài vòng pháp luật.
4. Các lãnh chúa địa phương phải đánh đuổi bọn phiến loạn, kẻ giết người ra khỏi vùng lãnh địa của mình.
5. Daimyō không được tham gia vào các hoạt động xã hội, lao động như người dân thường và một số lĩnh vực khác.
6. Lâu đài của lãnh chúa có thể được sửa chữa, nhưng hoạt động này phải được báo cáo cho Mạc phủ. Đổi mới cấu trúc và mở rộng là bị cấm.
7. Sự hình thành các bè phái để quy hoạch hoặc âm mưu với láng giềng (tức là quan hệ với nước ngoài) đều phải báo cáo cho Mạc phủ không được chậm trễ. Mọi việc như mở rộng hệ thống phòng thủ, công sự hoặc lực lượng quân sự cũng đều báo cáo cho Mạc phủ biết.
8. Những cuộc hôn nhân giữa các lãnh chúa với những công nương thuộc các gia tộc nhiều quyền lực cũng phải báo cho Mạc phụ biết, không được tự ý sắp xếp cưới hỏi riêng.
9. Mỗi lãnh chúa địa phương phải rời đất phong (kunimoto) để lên hầu việc ở Edo một năm và về lại đất phong sống một năm (chế độ Sankin kōtai (Tham cần giao đại))[9]
10. Các thỏa thuận, hiệp ước để thống nhất chính thức một (vấn đề, đề nghị) phải được công bố sau (khi hội nghị, cuộc họp bàn và thống nhất kết quả giữa các bên).
11. Người khác (có thể Mạc phủ ám chỉ triều đình Thiên hoàng) không phải lên kiệu khi đi lại.
12. Các Samurai ở khắp vương quốc phải thực hành tiết kiệm.
13. Daimyō sẽ phải chọn người đàn ông (trung thành) đưa vào chính quyền như một viên chức, quản trị viên của chính quyền Mạc phủ.
14. Các lãnh chúa phải chăm sóc thường xuyên, mở rộng các tuyến đường bộ, tàu thuyền, cầu cống, bến cảng để việc thông tin liên lạc được nhanh chóng.
15. Việc truyền những thông tin mang tính riêng tư (giữa các lãnh chúa với nhau) bị hạn chế và ngăn cấm.
16. Tàu mang theo 500 koku hàng hóa trở lên là bị cấm[10].
17. Đất thuộc sở hữu của đền thờ Shinto và chùa Phật giáo được giữ nguyên, không bị chuyển nhượng giữa các lãnh chúa với nhau.
18. Kitô giáo là bị cấm.

Tháng 4/1615, hết thời hạn của Thỏa thuận đình chiến Genna, quân đội của Tokugawa bắt đầu tổng tấn công vào lâu đài Osaka. Khi quân đội của Hideyori thua trận, ông bắt đầu dẫn gia đình di chuyển về Osaka nhưng đã quá muộn: đường đi bị quân địch phát hiện và đuổi theo, nổ đạn thần công dữ dội vào lâu đài Osaka. Tàn cuộc, Hideyori và mẹ là Yodo phải tự sát vào ngày 5/6/1615 và lâu đài Osaka bị đốt cháy, cuộc nổi dậy quan trọng cuối cùng chống lại sự thống trị của nhà Tokugawa bị dập tắt.
Trong những năm đầu thời ông trị vì (1611 - 1615), chính quyền Thiên hoàng bị Tokugawa Ieyasu và con trai ông ta thao túng toàn bộ. Trong văn bản Kinchuu narabi Kuge shohatto được Ieyasu ban hành năm 1615, ông ta quy định: "Đối với Thiên hoàng, điều thiết yếu của ngài là trau dồi học vấn." Nó chứng tỏ rằng mạc phủ muốn cả thiên hoàng lẫn hoàng tộc phải rời xa sân khấu chính trị. Văn bản này hạn chế Lãnh địa của thiên hoàng (có tên là Kinri goryō = Cấm lý ngự liệu) chỉ có được 3 vạn thạch thóc. Văn bản quy định thêm: Liên lạc giữa mạc phủ và triều đình được thực hiện qua hai người gọi là Buke densô (Vũ gia truyền tấu) tuyển ra từ hàng công khanh. Họ có nhiệm vụ làm gạch nối giữa hai bên thông qua cánh cửa ngỏ của mạc phủ là Kyôto shoshidai (Kinh đô sở ty đại),.Viên chức này là người có nhiệm vụ thông báo những quyết định của mạc phủ cho triều đình.
Nội dung đạo luật cho thấy tuy ngoài mặt, mạc phủ tỏ ra cung kính đối với thiên hoàng và triều đình nhưng bên trong họ khá nghiêm khắc. Đạo luật này cũng tạo "cơ hội" cho Mạc phủ được đoạt quyền của Thiên hoàng là (1) Mạc phủ quy định khi một công nương của họ Tokugawa nhập cung Thiên hoàng thì phải được Shogun đồng ý; (2) Mạc phủ cho biết không nhìn nhận việc triều đình cấp tử y nếu không thưa gửi họ trước.
Năm 1620, cháy lớn ở kinh đô làm nhiều người dân chết
Năm 1623, Thiên hoàng Go-Mizunoo thăm lâu đài Nijo, được xây dựng vào năm 1586 bởi Toyotomi Hideyoshi.
Nam 1627, Thiên hoàng bị Shogun Tokugawa Iemitsu buộc tội vì ông đã ban những lời nói hoa mỹ và trang trọng, những bộ quần áo nhiều hoa văn tuyệt đẹp đến 10 giáo sĩ của đạo Thiên Chúa bất chấp lệnh cấm của Shogun cấm Thiên hoàng tiếp xúc với các giáo sĩ đạo Thiên chúa. Để giải quyết, Shogun Tokugawa Iemitsu cho tịch thu các bộ quần áo của các giáo sĩ mà Thiên hoàng ban tặng, lưu đày các giáo sĩ Thiên chúa.
Ngày 22 tháng 12 năm 1629, Thiên hoàng Go-Mizunoo thoái vị, nhường ngôi cho con gái là công chúa Ekiko. Công chúa sẽ lên ngôi và lấy hiệu là Thiên hoàng Meishō.

## Thoái vị
Sau khi từ ngôi, cựu hoàng sống quanh quẩn trong cung đình, đi thăm và trang trí nhà cửa và những khu Vườn Nhật tuyệt đẹp của Ly Cung Shugakuin.
Ngày 11 Tháng Chín 1680 (Enpō 8, ngày thứ 19 tháng 8): Cựu hoàng Go-Mizunoo qua đời.

### Kugyō
- Quan bạch: Kujo Yukiie, 1608-1612
- Quan bạch: Takatsukasa Nobuhisa, 1612-1615
- Quan bạch: Nijo Akizane, 1615-1619
- Quan bạch: Kujo Yukiie, 1619-1623
- Quan bạch: Konoe Nobuhiro, 1623-1629.
- Quan bạch: Ichijo Akiyoshi, 1629
- Tả đại thần
- Hữu đại thần: Konoe Nobuhiro, 1619.
- Nội đại thần
- Đại nạp ngôn

### Niên hiệu
- Keichō (1611-1615)
- Genna (1615-1624)
- Kan'ei (1624-1629)

## Gia đình
Trung cung (Chūgū): Tokugawa Masako (徳川和子 ?, 1607-1678), sau này được gọi là Tōfuku-mon'in (東福門院), [8] con gái của Tokugawa Hidetada
- Đầu tiên công chúa Okiko (女一宮興子内 Onna-ichi-no-miya Okiko Naishinnō ?, 1624-1696), đã trở thành Thiên hoàng Meishō
- Thứ hai công chúa (女二 Onna-ni-no-miya ?, 1625-1651)
- Hoàng tử Sukehito (高仁 Sukehito Shinno ?, 1626-1628)
- Hoàng tử Waka (若 Waka-no-miya ?, 1628)
- Công chúa Akiko (昭子内 Akiko Naishinnō ?, 1629-1675)
- Công chúa Yoshiko (賀子内 Yoshiko Naishinnō ?, 1632-1696)
- Công chúa Kiku (菊 Kiku-no-miya ?, 1633-1634)

Phu nhân: Yotsutsuji Yotsukō (四辻与津子 ?., D 1639), sau này là Meikyō'in (明鏡院)
- Hoàng tử Kamo (賀茂 Kamo-no-miya ?) 1618-1622
- Công chúa Ume (梅 Ume-no-miya ?) 1619-1697, sau này được gọi là Nữ hoàng Bunji (文智女王)

Phu nhân: Sono (Fujiwara) Mitsuko (園光子 ? 1602-1656, sau này là Mibu'in (壬生院), con gái của Đại nạp ngôn Sono Mototada.
- Hoàng tử Suga (素鵞宮紹仁 Suga-no-miya Tsuguhito Shinno ?, 1633-1654), đã trở thành Thiên hoàng Go-Kōmyō.

Hoàng tử Morizumi (守澄法 Shyūchyōhō Shinno ?, 1634-1680), vào năm 1654, trở thành trụ trì Kan'ei-ji ở Ueno, được gọi là Rinnōji không miya. [9]
- Công chúa? ?, 1637-1662), sau này được gọi là Nữ hoàng Genshō (元昌女王)
- Công chúa Tani (谷 Tani-no-miya ?, 1639-1678), sau này được gọi là Nữ hoàng Socho (宗澄女王)
- Công chúa Katsura (桂 Katsura-no-miya ?, 1641-1644)

Phu nhân: Kushige (Fujiwara) Takako, con gái của Sa Konoe Chūjō (左 近衛 中将).
- Teruko, công chúa Ake (光子内 Ake-no-miya Teruko Naishinnō ?, 1634-1727), nghệ sĩ
- Nagahito, Hoàng tử Hide (秀宮良仁 Hide-no-miya Nagahito Shinno ?, 1638-1685), đã trở thành Thiên hoàng Go-Sai
- Yasuhito, Hoàng tử Hachijo (八条宮穏仁 Hachijo-no-miya Yasuhito Shinno ?, 1643-1665), sau này được thông qua vào Katsura-no-miya nhà hoàng. [10]

Phu nhân: Sono (Fujiwara) Kuniko, con gái của Nội đại thần (sau này được gọi là Chúa Keeper của Cơ mật Seal)
- Satohito, Hoàng tử Ate (高貴宮識仁親王): trở thành Thiên hoàng Reigen